# Die Knaben und der Fluß
Die Knaben und der Fluß ist eine Erzählung des deutschen Schriftstellers Josef Mühlberger. Mühlbergers bekanntestes Werk wurde 1934 erstmals veröffentlicht.

## Inhalt
„Eine Freundschaft wie die der beiden Knaben Waschek und Jenjik ist selten im Dorf, selten in der Landschaft.“

Der Eröffnungssatz benennt das Thema des Buches, das in Mähren spielt. Die Zeit der Handlung ist nicht genau spezifiziert; Hinweise auf Fabriksirenen und Feuerwehren gegen Ende des Buches verorten es aber frühestens zur Mitte des 19. Jahrhunderts, als die industrielle Revolution auch Mähren erreicht hatte.
Zwei heranwachsende Bauernsöhne eines kleinen Dorfs im mittleren Mähren sind einander in inniger Freundschaft verbunden. Sie verbringen die Tage der Sommerferien zusammen, mit Vorliebe am Weiher des Ortes, den sie mit einem geliehenen Ruderboot erkunden.
Als Waschek eines Abends von einem Tag mit Jenjik nach Hause kommt, erfährt er, dass er am nächsten Morgen zur Beerdigung eines Onkels in ein benachbartes Dorf mitkommen muss. Die Fahrt und die Beerdigung über schweifen seine Gedanken stets ab und er wünscht, er wäre lieber am Weiher mit Jenjik, was ihm zugleich ein schlechtes Gewissen gegenüber dem Toten verursacht, den er gern gehabt hat. Nach der eiligen Rückfahrt sucht Waschek am abendlichen Weiher vergebens nach Jenjik; am Weg zu Jenjiks Hof tritt er in eine Glasscherbe, Jenjiks Mutter versorgt die Wunde, die ihn noch einige Tage beim Baden hindert.
Die beiden verbringen ihre Sommertage weiterhin miteinander; sie gründen mit anderen Burschen aus dem Dorf eine Pfadfindergruppe, mit der sie Ausflüge in die Umgebung unternehmen. Bei einem Fußballspiel gegen die Auswahl eines Nachbarortes rettet Waschek im Tor der eigentlich unterlegenen Mannschaft den Sieg. Auf Veranlassung Jenjiks überreicht die schöne Jarmila Waschek den Siegerkranz.
Waschek trifft Jarmila, küsst sie auch einmal, hat aber dabei das Gefühl, damit seine Freundschaft zu Jenjik zu verraten.
Eines Tages erfährt Waschek, dass er mit dem Ende des Sommers auf die Forstlehranstalt in Ostrau gehen soll. Er ist völlig erschüttert, sich von Jenjik trennen zu müssen. Dieser reagiert gelassener; nach kurzer Zeit löst sich Wascheks Drame: Auch Jenjik soll nach Ostrau – allerdings auf die Ackerbauschule-, die beiden werden sogar beim selben Bauern, Herrn Woska, im Vorort Nowa Wes einquartiert.
Erstmals sind beide fort von zu Hause, leben sich aber gut ein. Waschek erlernt das Geigenspiel und liest viel, beides wurde von seinem Vater zu Hause sehr skeptisch gesehen. Fasziniert sind sie vor allem von der Kraft und Majestät des Flusses (der Oder), in der sie im Spätsommer noch schwimmen gehen. Wieder drängt sich ein Mädchen in die Freundschaft, Wjera, die Tochter ihres Gastgebers.
Beide beginnen eine Tändelei mit ihr, wetteifern um ihre Aufmerksamkeit. Im späten Frühjahr wird die Gegend von heftigen Überschwemmungen heimgesucht, der reißende Fluss zerstört Brücken und flussnahe Häuser. Den Sommer über verbringen sie mit Wjera, sie vereinbaren, beide von ihr zu lassen und können es nicht durchhalten.
Die beiden Knaben beschließen schließlich, das Los entscheiden zu lassen, wer Wjera erhalten soll. Sie stecken dem Mädchen während der Sonntagsmesse zwei Briefumschläge zu, in denen je ein Zettel der beiden Knabennamen steckt, und sagen ihr, sie solle einen von beiden verbrennen. Der Sieger des Loses ist Waschek.
Nach der Messe und dem Mittagessen macht Jenjik einen Mittagsschlaf. Wjera weckt ihn, weil sie Waschek vermisst. Sie machen sich auf die Suche nach dem Vermissten. Jenjik findet am Flussufer einen auffällig losgelösten Stein. Als er in den Fluss taucht, birgt er die Leiche Wascheks, der sich einen großen Stein ans Bein gebunden hatte, um sich im Fluss zu ertränken.
Die Beerdigung findet im Heimatort der beiden statt. Jenjik kehrt zurück nach Ostrau, findet einen neuen Wohnkameraden und hält die Erinnerung an Waschek hoch.

## Sprache und Stil
Das Werk ist in deutscher Sprache verfasst, obwohl die handelnden Personen dem tschechischen Kulturkreis entstammen. Dass die deutsch verfassten Dialoge eigentlich auf Tschechisch erfolgen, deutet Mühlberger über die tschechischen Diminutive und Namensvariationen (Waschku) an. Wenige Regionalismen (etwa Schmetten für Sahne) finden sich im Text.
Kompositorisch nimmt Mühlberger in der Episode mit der Beerdigung am Anfang in einer Art Exposition das Thema der Erzählung im Kleinen auf: Erzwungene Trennung der Knaben, Beziehungskonflikt mit einem Dritten und am Ende die Verletzung und Verwundung Wascheks.
Die Perspektive wechselt zwischen einem auktorialen Erzähler und den Protagonisten, wobei der Autor am häufigsten in Wascheks Perspektive schlüpft. Während Waschek die Zuneigung intensiv erlebt, wird Jenjik gleichgültiger geschildert: Sowohl die anstehende Trennung nach dem Ende des Sommers als auch die Rolle der Mädchen in ihrer Beziehung als auch die Dramatik der Dreiecksbeziehung mit Wjera scheint Jenjik weniger zu belasten als Waschek; entsprechend zurückhaltend ist Mühlberger mit der Interpretation von Jenjiks Verhalten, das sich meist nur in den Reflexionen von Waschek spiegelt.

## Entstehung und Rezeption
Die Erzählung erschien, als Mühlberger im deutschsprachigen Kulturleben der Tschechoslowakei arriviert war: Als Herausgeber der Kulturzeitschrift Witiko hatte er sich einen Namen gemacht.
Die Knaben und der Fluß stießen bei ihrer Erstveröffentlichung auf gemischtes Echo. Hermann Hesse äußerte sich begeistert: „Es ist die schönste und einfachste junge Dichtung, die ich seit langem gelesen habe.“ Speziell von den Nationalsozialisten wurde die Erzählung dagegen abgelehnt: „Widerlich diese Zuneigung ... ein schwüles Sichumfangen und Getätschel, ein Seufzen, das pervers ist. Der Knabenakt ist eine verdächtige Lieblingsvorstellung des Dichters“.
Waschek ist hin- und hergerissen zwischen seiner Zuneigung und Liebe zu Jenjik, die durchaus auch erotische Züge trägt, und dem Verlangen nach einer Beziehung zu Mädchen, wie sie von seiner Umgebung als gottgegeben und selbstverständlich angesehen wird. Dabei lag die Verherrlichung von Männerfreundschaft im Geist der Zeit, etwa bei der bündischen Jugend, die sich in der Erzählung mit der Gründung der Pfadfindergruppe wiederfindet, oder auch propagiert durch den Dichterkreis um Stefan George. Jedenfalls liegt der Vergleich von Wascheks Dilemma mit Mühlbergers eigener Lebenssituation nahe: Als Gymnasiallehrer war er fest im bürgerlichen Leben verankert, die Vorwürfe homosexueller Aktivität, die 1938 zu seiner Verhaftung führten, bedrohten diese Existenz.
Auch die freundliche Darstellung der tschechischen Volksgruppe wurde Mühlberger, der als Sohn eines deutschsprachigen Vaters und einer tschechischsprachigen Mutter aufgewachsen war, von den Deutschnationalen und Nationalsozialisten angekreidet.
In einer Rezension der Neuausgabe von 2003 lobte Andreas Nentwich in der NZZ die Sprache als kleines Wunder an Klangfarben und Sprachmusik.

## Werkausgaben
- Erstausgabe: Die Knaben und der Fluß, Leipzig, Insel-Verlag, 1934
- Die Knaben und der Fluß, ISBN 978-3-458-08581-2, Frankfurt, Insel-Bücherei Nr. 581, 2003.